# Tragica vita del ragionier Fantozzi
Tragica vita del ragionier Fantozzi è un romanzo scritto da Paolo Villaggio e pubblicato nel 2012 da Arnoldo Mondadori Editore. Si tratta dell'ultimo romanzo della saga del personaggio comico-grottesco di Ugo Fantozzi, iniziata nel 1971.

## Trama
Nel libro per la prima volta vengono svelati tutti i segreti e le curiosità sulle origini del Ragionier Ugo Fantozzi. Già le sfortune iniziano con la giornata del suo battesimo quando una nuvoletta grigia si ferma sulla sua testa scaricandogli contro una quantità enorme di pioggia fredda. Le disavventure continuano successivamente nei giorni in cui il giovane Fantozzi frequenta la scuola, subendo i soprusi dei compagni che già lo chiamano "Fantocci".
In quell'occasione solo Filini, anch'egli preso di mira dagli studenti, stringe una forte e duratura amicizia con Fantozzi. Passata la maturità, Fantozzi decide di entrare nell'aviazione, ma il collega "massacratore" Filini lo trascina dentro un'enorme Megaditta, dove inizieranno le terribili avventure e disgrazie del ragioniere che oggi tutti conosciamo.

## Sommario dei capitoli
- La nascita
- Il battesimo
- Il primo viaggio in treno
- La rivoluzione boema
- Un'incredibile avventura: il viaggio aereo a Varazze
- Bagni di mare
- Il primo giorno di scuola
- La Prima Comunione
- Un percorso di guerra: la scuola
- Il meritato diploma di ragioneria
- La separazione
- Ritorno a casa
- Tentativi di trovare un impiego
- Il primo tentativo
- Primo lavoro
- Il matrimonio
- La partita a bocce
- Borborigmi a teatro
- Sergio
- La rapina a mano armata
- L'arrivo di Kemàl Tàrik
- L'addio
- L'ultima volta

## Edizioni
- Paolo Villaggio, Tragica vita del ragionier Fantozzi, Arnoldo Mondadori, 2012, ISBN 8804539607